# Air et Cosmos
Air et Cosmos est un magazine hebdomadaire français consacré au secteur aéronautique et spatial créé en 1963.

## Les prémices: le numéro 1
Air et Cosmos est une revue spécialisée dans le domaine de l'aéronautique et l'astronautique dont le premier exemplaire est daté du 25 mars 1963. Certains de ses contributeurs sont issus de la revue Les Ailes fondée par Georges Houard et dont l'ultime exemplaire a paru le 8 mars 1963 sous le no 1916.
Comme l'indique dans son billet le président directeur général de la revue et directeur de la publication Eugène Bollard dans le numéro 1, « Air et Cosmos se veut non seulement le témoin, le chroniqueur mais également l'ami et le défenseur de l'aviation ». Elle aborde des domaines divers tels que l'aviation commerciale, l'industrie aéronautique et astronautique, l'aviation militaire, l'aviation légère. Quatre pages sont en outre consacrées aux Jeunes.
Pour ce numéro inaugural, le rédacteur en chef d’Air et Cosmos est Jean-Marie Riche, « grand reporter de l'aéronautique » comme le souligne Eugène Bollard. Jacques Morisset qui exerce la fonction de rédacteur en chef adjoint (poste qu'il occupait dans la revue Les Ailes) traite des problèmes techniques de l'aviation. Il est assisté dans ce domaine par Jacques Tiziou. Roland Desbarbieux, rédacteur en chef adjoint, est le spécialiste des chroniques militaires. Il était auparavant rédacteur en chef adjoint de la revue L'Air et l'Espace. Albert Ducrocq quant à lui traite des articles liés à l'astronautique dont le développement s'accélère en ce début des années 1960. Il restera fidèle au périodique jusqu'à sa mort survenue le 22 octobre 2001. Michel Battarel, bien connu des lecteurs des Ailes, suit les développements de l'aviation légère au travers de chroniques aussi bien techniques que sur la vie des aéro-clubs. Il est aidé en cela par Pierre Bonneau ainsi que par Robert J. Roux qui publie des comptes-rendus d'essais. Les dessins réalisés par Robert J. Roux et Marcel Jeanjean constituent l'une des nouveautés du périodique. La revue a également pour ambition de rassembler des plumes d'horizons différents tels que la presse quotidienne, radiodiffusée et même télévisée. Jacques Donot connu alors des téléspectateurs pour ses magazines sur l'aviation et l'espace et Charles Chaki, l'un des chroniqueurs aéronautiques de France-Soir doivent apporter leur savoir en matière d'interviews et de reportage. Pierre Poulain assure la rubrique « parachutisme » tandis que Francis Arnoult, ancien de l'armée de l'air, est désigné comme photographe du périodique. Enfin, Renaud de Beauchêne est le secrétaire de rédaction.
Pour la petite histoire, le premier abonné de la revue se nomme Jean Lasserre, commandant de bord à Air France et le rédacteur en chef de la revue Icare. Un mois avant sa sortie, il avait en effet sollicité le privilège de devenir « Abonné no 1 ».

## Développement
En 1992, Air et Cosmos fusionne avec le bimensuel « Aviation Magazine International » dont le dernier numéro paraît le 1er avril 1992.
Le groupe Revenu Multimedia a revendu l'hebdomadaire à la société Discom en novembre 2013.
En décembre 2024, dans l'incapacité de rembourser un prêt garanti par l'État contractualisé durant la pandémie de Covid-19, l'hebdomadaire est placé en redressement judiciaire par le tribunal de commerce de Paris.
En juin 2025, CMA Média, via CMA Press News, reprend Air et Cosmos au tribunal des activités économiques de Paris.